# Rioseco de Soria
Rioseco de Soria ist ein Bergort und eine aus dem Hauptort und dem Weiler (pedanía) Valdealvillo bestehende nordspanische Gemeinde (municipio) mit nur noch 123 Einwohnern (Stand: 2024) in der Provinz Soria der Autonomen Gemeinschaft Kastilien-León. Die Gemeinde gehört zum Bistum Osma-Soria.

## Lage und Klima
Der Ort Rioseco de Soria liegt am Río Sequillo („kleiner trockener Fluss“) etwa auf halber Strecke zwischen der Provinzhauptstadt Soria und der Kleinstadt Burgo de Osma in einer mittleren Höhe von ca. 1010 m. Knapp 10 km nordöstlich liegt der mittelalterliche Ort Calatañazor. Das Klima ist im Winter rau, im Sommer dagegen gemäßigt bis warm; Regen (ca. 520 mm/Jahr) fällt übers Jahr verteilt.

## Bevölkerungsentwicklung
| Jahr      | 1857  | 1900 | 1950 | 2000 | 2017 |
| Einwohner | k. A. | 755  | 620  | 145  | 123  |

Hauptgrund für den deutlichen Bevölkerungsverlust im 20. Jahrhundert ist die zunehmende Trockenheit der Region sowie die Mechanisierung der Landwirtschaft und der daraus resultierende Verlust an Arbeitsplätzen; auch die Aufgabe von bäuerlichen Kleinbetrieben spielt eine gewisse Rolle.

## Wirtschaft
Die Gemeinde ist traditionell landwirtschaftlich orientiert (Getreide, Sonnenblumen); auch Viehzucht wird betrieben. Früher lebten die Menschen weitgehend als Selbstversorger; heute wird hauptsächlich für die städtischen Märkte produziert.

## Geschichte
Kelten und Westgoten hinterließen keine archäologisch verwertbaren Spuren; aus spätrömischer Zeit stammen die Grundmauern eines Landguts (villa rustica). Im 8. Jahrhundert drangen die Mauren bis in die Region vor und wurden erst im 11. Jahrhundert zurückgedrängt (reconquista). Bis zur Mitte des 20. Jahrhunderts hieß der Ort Risoseco de Calatañazor.

## Sehenswürdigkeiten
- Die Kirche San Juan Bautista hat eine romanische Apsis; der barocke Glockengiebel (espandaña) stammt jedoch aus dem 18. Jahrhundert.
- Auf einem abgetreppten quadratischen Sockel auf dem Dorfplatz steht eine Gerichtssäule (rollo) mit einem dreigeteilten Schaft und einem schmiedeeisernen Kreuz auf der Spitze.
- Die Ruinen der römischen Villa befinden sich etwa 60 m südwestlich des Ortes.

Umgebung
- In den verlassenen Weilern San Torcuato, La Mercadera und Escobosa de Calatañazor stehen noch die Ruinen ehemaliger Dorfkirchen.
- Auch einige Einsiedlerkirchen (ermitas) befinden sich auf dem Gemeindegebiet.